# David Flatman
Pour les articles homonymes, voir Flatman.
Pas d'image ? Cliquez ici

a Compétitions nationales et continentales officielles uniquement.

b Matchs officiels uniquement.
Dernière mise à jour le 8 février 2024.
David Luke Flatman, né le 21 janvier 1980 à Maidstone, est un joueur de rugby international anglais qui évolue au poste de pilier. Après cinq saisons passées chez les Saracens depuis 1998, il rejoint le club de Bath en 2003.

## Carrière

### En club
Il commence le rugby à l’âge de 8 ans au Maidstone RFC puis par la suite au Dulwich College. Il a fait ses débuts professionnels avec les Saracens en 1998. Il quitte les Saracens pour Bath en 2003 et remporte son premier trophée en 2008 avec une victoire en Challenge européen. Il prend sa retraite sportive en 2012.

### Sélection nationale
Il fait une tournée en Australie avec l’England Schools en 1997 puis a joué pour les -21 ans contre l’Afrique du Sud en 1998. Il obtient sa première sélection le 17 juin 2000 face à l'Afrique du Sud.
- 8 sélections
- Sélections par année : 4 en 2000, 3 en 2001, 1 en 2002

## Palmarès
- Vainqueur du Challenge européen en 2008
- Finaliste de la Championnate d'Angleterre en 2004
- Finaliste de la Coupe d'Angleterre en 2005